# 吴镜汀
吴镜汀（1904年—1972年11月），原名熙曾，字镜汀，号镜湖，順天府（今北京市）人，祖籍浙江山陰（今紹興市），中國近現代山水畫家。

## 生平
吴镜汀出生于中醫世家，兄弟共四人，其排行第三，长兄吴寿曾承继家業，弟弟吴显曾後來成爲了工筆畫家。1918年進入中国画研究所（隸屬北京大学）学习，1920年加入中国画学研究会，師從金北樓，曾随金及陈师曾到日本参加中日绘画联展。1926年加入湖社。1930年代初，在京华美术学院任教。1941年2月與弟弟在北平举办“吴镜汀、吴光宇昆仲展”。1954年任中央美術學院民族美术研究所副研究员，1958年和葉恭綽創辦北京画院，任副院长。1962年11月12日任中國美術家協會书记处书记，次年2月成爲中国美术家协会北京分会副主席。此外還擔任過北京市人大代表、全国人大代表。1960年代到长江和西北写生。1972年11月因胃癌不治逝世。其學生包括启功、孙奇峰等。

## 外部連接
- 吴镜汀与启功一段珍贵的师生情 （页面存档备份，存于），人民網